# Héctor Martínez Arteche
Héctor Martínez Arteche (Ciudad de México, 8 de julio de 1934-Ciudad Obregón, Sonora, 3 de octubre de 2011), fue un artista plástico, mayormente reconocido por su trabajo de mural, pintura, escultura y grabado. Egresado de la Escuela Nacional de Artes Plásticas (San Carlos), UNAM. Ganador de diversos concursos y reconocimientos, como representante de la Pintura en México (1967), Medalla de Plata (1992) por la labor cultural en beneficio de la comunidad sonorense, y el Reconocimiento a Creador Emérito por el Instituto Sonorense de Cultura (ISC).

## Biografía
Héctor Martínez Arteche nació en la Ciudad de México, el 8 de julio de 1934. De niño estudió la primaria y la secundaria en el país de Costa Rica, destacándose en la creatividad artística en concursos de pintura. A la edad de dos años, Héctor Martínez Arteche sufrió una infección que le generó fiebres muy altas, por lo que recibió una medicación que le ocasionó una disminución en su capacidad auditiva, llevándolo así a una experimentación constante de sus otros sentidos; condición que más tarde le ayudaría en su creación artística. En su adolescencia, su familia regresó a México, lo que le dio a Arteche la oportunidad de realizar formalmente sus estudios en artes en la Escuela Nacional de Artes Plásticas (San Carlos), UNAM, y tener contacto con artistas como Diego Rivera, Frida Kahlo, José Clemente Orozco, Juan O' Gorman y David Alfaro Siqueiros, entre otros.
Durante su formación como artista, Arteche realizó diferentes estudios de como el de Pintura Mural (Taller de Integración Plástica, INBA, México, D.F.) y Grabado (Casa Moneda, México, D.F.), viajes de investigación en museos de Alemania, Francia y Estados Unidos (Chicago, Detroit, Cleveland, Washington, Filadelfia, Nueva York, San Francisco, Tucson, Phoenix). Llevando a cabo también estudios museográficos, pedagógicos y de restauración en museos de Londres, Ámsterdam, Hamburgo, Múnich, Brasilia, Florencia, Roma, Venecia, París y Madrid.
En la década de los sesenta, Arteche trabajaba en el Instituto Nacional de Bellas Artes (INBA), creando institutos de arte en diferentes estados; como Hidalgo y Sinaloa. Sin embargo en el programa de apertura de escuelas tuvo la oportunidad de ejercer en Sonora, por lo que llegó a profesionalizar y formalizar el programa de artes de la Universidad de Sonora (UNISON), fue así que decidió radicar en el estado, llegando por fin a establecer su hogar en Cócorit, Sonora, casándose con la señora Silvia Ceballos y procreando a su hija única Alina Esperanza.
Viviendo en Sonora, Arteche tuvo la intención de continuar la escuela del muralismo mexicano, por lo que declaró: "En 1962, en Sonora, me propuse preparar a numerosos estudiantes, les he hablado y continúo haciéndolo constantemente, con el sano propósito de iniciar, la continuidad de la escuela del muralismo mexicano, interrumpido en México durante la década de 1950/60, por los intereses políticos dominantes entonces. En conferencia sustentada en la "Universidad del Estado" en Tempe, Arizona. U.S.A en 1964. Menciono (sic), el inicio en Sonora del renacimiento de la pintura mural mexicana. A esta fecha, por fortuna he realizado más de 3800 m², solo en el Estado de Sonora"
Arteche, fallece el 3 de octubre de 2011, en Cocorit, Sonora.

## Obra
La mayor parte de la obra de Héctor Martínez Arteche fue desarrollada en el estado de Sonora, alcanzando un legado prolífico de más de 4, 000 m² en pintura mural, y numerosas esculturas en lugares públicos y privados. Por lo mismo, el trabajo más conocido de Arteche es referente a la pintura en caballete y el mural, siendo seleccionado por el Instituto Nacional de Bellas Artes en 1967, junto a otros cuatro pintores, como un artista representativo de la nueva pintura en México.
En la  obra de Héctor Martínez Arteche se observa un cuidado constante de la composición, él declaró que: "La armonía solo existe cuando la obra de arte tiene un equivalente de sus valores de forma y color, líneas, superficie, claro y oscuro, volumen, calidad de materia, tono, unidad de estilo, con relación a los valores naturales existentes".
La temática general de la obra de Arteche puede ser demarcada dentro de los conceptos de luz, movimiento, energía, comunicación, creación / procreación, evolución, dualidad, la figura humana y el paisaje como esenciales en el desarrollo plástico, buscando de esta manera una expresión universal de la vida y la muerte. Arteche dejó dicho que "Solo cuando expresan plásticamente esa relación de los valores universales que existen en la materia, la obra produce una emoción estética, siempre que posea, sensibilidad y educación visual el espectador que permitan la percepción de la obra, gozándola plenamente, sin importar entender lo que representa. El equilibrio dinámico que se produce en nosotros, cuando miramos una obra de arte contiene los valores plásticos contrarios en armonía, permitiendo una relación coordinada de funciones entre consciente e inconsciente, dos regímenes de energía contradictorios, pero armónica y universalmente dentro del hombre."